# Farson
Farson is een plaats (census-designated place) in de Amerikaanse staat Wyoming, en valt bestuurlijk gezien onder Sweetwater County.

## Demografie
Bij de volkstelling in 2000 werd het aantal inwoners vastgesteld op 242.

## Geografie
Volgens het United States Census Bureau beslaat de plaats een oppervlakte van 201,5 km², waarvan 195,4 km² land en 6,1 km² water. Farson ligt op ongeveer 2016 m boven zeeniveau.

## Plaatsen in de nabije omgeving
De onderstaande figuur toont nabijgelegen plaatsen in een straal van 72 km rond Farson.